# Back to Now (Labelle)
Back to Now è il settimo e ultimo album del gruppo musicale statunitense Labelle, pubblicato nel 2008 dalla Verve Records, a distanza di circa 33 anni dallo scioglimento del gruppo avvenuto nel 1976. Il disco arriva alla posizione numero 45 sulla Billboard 200.
| Recensione           | Giudizio |
| -------------------- | -------- |
| AllMusic             | [ 1 ]    |
| Robert Christgau     | taglio   |
| The Village Voice    | positivo |
| BBC Music            | positivo |
| Entertainment Weekly | B        |

## Tracce
Testi di Nona Hendryx eccetto dove indicato, musiche di David Rubinson.
1. Candelight – 4:41 (Nona Hendryx)
2. Roll Out (feat. Wyclef Jean) – 3:51 (Hendryx, Wyclef Jean, Jerry Duplessis, Patti LaBelle, Sarah Dash)
3. Superlover – 4:14 (Hendryx, Labelle, Dash)
4. System – 5:32 (Hendryx)
5. The Truth Will Set You Free – 4:58 (Barry Borden, Michael Keck, Gary Moore, Joyce Kennedy, Jerry Seay, Glenn Murdock)
6. Without You in My Life (Hendryx, Dash, LaBelle, Kenneth Gamble)
7. Tears for the World – 4:33 (Gamble, LaBelle, Leon A. Huff)
8. Dear Rosa – 6:47 (Hendryx, Roni Morgan, Michael Waters)
9. How Long (Hendryx, LaBelle, Dash)
10. Miss Otis Regrets (Cole Porter)

Tracce bonus su iTunes
1. You Make Me Feel (Mighty Real) – 4:31

## Classifiche settimanali
| Classifica (2008) | Posizione massima |
| ----------------- | ----------------- |
| Stati Uniti       | 45                |
| US R&B Albums     | 9                 |